# Ћиро Трухелка
Ћиро Трухелка (Осијек, 2. фебруар 1865 — Загреб, 18. септембар 1942) био је хрватски археолог, историчар и историчар умјетности који је велики дио свог професионалног живота посвјетио проучавању историје Босне и Херцеговине. Писао је о преисторијским, римским и средњовјековним налазима, османским документима, стећцима, римском и средњовјековном новцу и босанчици. Бавио се и албанологијом. Поред тога, био је и први кустос Земљаског музеја Босне и Херцеговине.

## Младост и образовање
Ћиро Трухелка је рођен 2. фебруара 1865. у Осијеку у породици Антуна Вјенцеслава и Марије (дјевојачко Шен (њем. Schön)) Трухелке. Отац је био чешког поријекла, а мајка њемачког. Основну школу је завршио у Осијеку, након чега је уписао средњу школу коју је на крају завршио у Загребу, гдје се након очеве смрти преселио са мајком, братом Драгошом и сестром Јагодом. У младости је показивао интересовања за сликарство и техничке науке, али се због лоше материјалне ситуације у породици одлучио за студиј филозофије на Свеучилишту у Загребу, који је трајао три године. За главне предмете одабрао је историју умјетности и историју. Докторирао је 1885. са дисератацијом „Андрија Медулић: његов живот и дјело”.

## Професионална каријера
Као студент, Трухелка је са Изидором Кршњавим радио у Штросмајеровој галерији старих мајстора и израдио први каталог инсталација (1885). Секретар Музејског друштва за БиХ постао је 1886. и први кустос Земљског музеја БиХ. Његов задатак био је да припреми отварање музеја 1888. године. Имао је 21 годину када се доселио у Сарајево, гдје живио наредних 40 година. У Музеју је руководио етнографском, преисторијском и средњовјековном збирком, али како није било много стручњака, бринуо је о свим музејским збиркама осим оних из области природних наука. Као кустос, Трухелка је уређивао босанскохерцеговачки павиљон на изложбама у Будимпешти (1896), у Бриселу (1897) и у Паризу (1900). Косту Хермана је насљедио 1905. на дужности директора Земаљског музеја и уредника Гласника Земаљског музеја (до 1920). Његовом заслугом Земаљски музеј је 1913. добио нову зграду. Пензионисан је 1922. године. Из пензије је повучен 1926. пошто је постављен за професора археологије и историје умјетности на Филозофском факултету у Скопљу. На крају је поново пензионисан 1931. године. Био је предсједник загребачког огранка Друштва босанско-херцеговачких Хрвата у Загребу.
Трухелка се бавио проучавањем историје Босне и Херцеговине. Рад у Музеју је утицао на његова разноврсна интересовања. Бавио се ископавањем археолошких локалитета, илириских гробова и каштела на преисторијским некрополама на Гласинцу, казненом насељу у Доњој Долини код Градишке, преисторијским културном здању у Горици код Посушја, а ископао је ранохришћанску базилику у Зеници и упозоравао на феномен „Босанске цркве” и њеног ранохришћанског поријекла, истраживао је локалитете у долини ријеке Лашве и око Стоца, средњовјековно Јајце и многе друге средњовјековне градове. Због тога је стекао признање на антрополошком конгресу у Бечу, као и чланство у Друштву. У области етнологије је радио на етнографском зборнику и дао преглед народног живота у БиХ. Трухелка је изнио многа значајна сазнања о предосманској Босни и Херцеговини и дао значајан допринос истраживању историје средњовјековне Босне проучавањем стећака, материјалне културе, босанчице, топографије, нумизматике, политичке, друштвене и религијске ситуације. Тврдио је да гроб који је пронашао на планини Вран припада Диви Грабочевој, легендарној хероини и дјеви из прозорском мјесном усменом предању, тврдећи да је потврдио мит. Међутим, легенда никада није потврђена у мјесном или било којим другим писаним изворима, а њено постојање није забиљежено ни у љетописима мјесног фрањевачког самостана у Штићу, нити у његовом мартирологу. Трухелка је 1888. на локалитету Краљев гроб код Јајца ископао посмртне остатке обезглављеног мушкарца, за које је предложио да су остаци краља Стефана Томашевића. Иако никада није потврђено, ови остаци се данас налазе у фрањевачком самостану у Јајцу. Трухелка је проучавао албански и турски језик, ради својих истраживања.

## Контроверзе
Да би антијугословенском хрватском национализму обезбједио чврсту научну основу, Трухелка је користио расну антропологију како би направио разлику између Хрвата и Срба. Трухелка је тврдио да су босански муслимани етнички Хрвати, који су, по њему, претежно припада нордијско-динарском расном типу. С друге стране, према њему, већина Срба припадала је дегенисаној раси Влаха, слична Јеврејима и Јерменима, иако је Трухелка „био опрезан у прављењу разлике између тамнопутих Срба влашког поријекла и свјетлокосих Срба који су, према њему, били чисти Словени.”
Док је био на челу Земаљског музеја у Сарајеву, дио научног рада и истраживања био је подређен доказивању неких његових псеудонаучних ставова и покушаја да се пронађе потврда претјераних тврдњи о присуству католицизма у Босни. С друге стране, у складу са политиком Аустроугарске, све што је везано за српско насљеђе или Србе, систематски је избјегавано или потискивано.
Трухелка је, као и многи други припадници хрватске интелигенције, са одушевљењем поздравио успостављање Независне Државе Хрватске 1941. године. До своје смрти сљедеће године, написао је неке расистичке и псеудонаучне опаске о Србима у својој књизи „Успомене једног пионира”; „Срби етнички туђи расни елеменат, који по геополитичком свом положају припадају различитим културним подручјима, те никада нису имали заједничке културне повијести, вјере и културног живота, а та борба која се води пред нашим очима јест борба влашких дошљака против аутохтоног житељства Босне, које је одувијек само хрватско.” Тврдио је да су босански муслимани етнички Хрвати који су припадали расно надмоћној нордијској раси. Миљенко Јерговић је написао да је књига, ако се изостави ова расистичке опаска, „једна од најмоћнијих, литерарно супериорних, документарно драгоцјених, хрватских књига о Босни и о Сарајеву у вријеме када се тај град из рубне турске чаршије претварао у једну од метропола хабсбуршке империје.”

## Дјела
- Босанчица: принос босанској палеографији, Сарајево, 1889.
- Прехисторичке градине на Гласинцу, Сарајево, 1891.
- Поближе одређивање прехисторичких нахођаја у Босни и Херцеговини из жељезног доба, Сарајево, 1893?
- Старобосански писмени споменици: са 14 слика у тексту и 2 табеле, Сарајево, 1894.
- Из старих рукописа, Сарајево, 1894.
- Старобосански натписи: са 30 слика и 1 таблом у тексту, Сарајево, 1895.
- Славонски бановци: принос хрватској нумисматици, Сарајево, 1897.
- Осврт на средовјечне културне споменике Босне, Сарајево, 1900.
- Државно и судбено устројство Босне у доба прије Турака, Сарајево, 1901.
- Краљевски град Јајце: повијест и знаменитости, Сарајево, 1904.
- Наши градови: опис најљепших средовјечних градова Босне и Херцеговине: [уз 96 слика], Сарајево, 1904. (Претисак,	Хрватско културно друштво Напредак, Главна подружница, Загреб, 2009.)
- Арнаутске приче: низ примјерака арнаутске народне поезије из изворног говора прибране и приређене, Сарајево, 1905.
- Цртице из средњег вијека, 1908.
- Дубровачке вијести о години 1463., 1910.
- Турско-славјенски споменици дубровачке архиве, Сарајево, 1911.
- Гази Хусрефбег, његов живот и његово доба: са 56 слика у тексту и једном таблом, 1912.
- Културне прилике Босне и Херцеговине у доба прехисторичко, Сарајево, 1914.
- Хисторичка подлога аграрног питања у Босни, Сарајево, 1915. (Посебни отисак из Гласника Земаљског музеја у Босни и Херцеговини)
- , 1916.
- Стари турски аграрни законик за Босну, 1917.
- Конавоски рат 1430. — 1433.: хисторичка студија по споменицима дубровачке аркиве, Сарајево, 1917.
- Неколико мисли о рјешењу босанског аграрног питања, Сарајево, 1918.
- Дјевојачки гроб: легенда из босанске прошлости, Ст. Кугли, Загреб, 1923? (Претисак из 1923. Фрањевачки самостан-Мала накладна кућа Свети Јуре, Рама-Шћит-Башка Вода, 1995.; Фрањевачки самостан, Рама—Шћит, 2003.; 3. доп. изд. Фрањевачки самостан Рама-Шћит, Рама, 2007.; Дјевојачки гроб: легенда, Огњиште, Загреб, 2011.)
- Археолошке белешке из Јужне Србије, Скопље, 1927—1929.
- Старокршћанска археологија, Загреб, 1931. (Претисак, Фортуна, Стрмец Самоборски, 2008.)
- О поријеклу босанских муслимана, Сарајево, 1934.
- Студије о подријетлу: етнолошка разматрања из Босне и Херцеговине, Загреб, 1941. (Претисак, Хрватско друштво фолклориста, Загреб, 1992.)
- Успомене једног пионира, Загреб, 1942. (Поновљ. накл. Азур Јоурнал, Загреб, 1992.; Вријеме, Зеница, 2012.)
- , Заједница Албанаца у Републици Хрватској, Загреб, 1995.